# Can Castellà (Verdú)
Cal Castelló és una casa de Verdú (Urgell) inclosa a l'Inventari del Patrimoni Arquitectònic de Catalunya.

## Descripció
Cal Castelló és una de les cases que conformen la plaça Major de Verdú. És una casa que segueix una estructura que marca i determina l'urbanisme i la fesomia d'aquesta plaça. Consta de tres pisos d'alçada i molt reformada però manté l'estil del conjunt de les cases de la plaça Major. A la planta baixa s'observen encara les arcades que sostenen l'entaulament i l'embigat dels porxos de la plaça. La part de dalt d'aquest embigat s'ha aprofitat com àmplia balconada exterior i mostra la inscripció de "any 1791". A partir d'aquesta balconada la casa s'eleva tres pisos més.

## Història
1971